# Focke-Wulf Triebflügel
El Focke-Wulf Triebflügel («ala propulsada» en alemán) o Triebflügeljäger («caza propulsado por las alas») fue un concepto de aeronave desarrollado por la firma Focke-Wulf Flugzeugbau  en 1944, durante la fase final de la Segunda Guerra Mundial como medio de defensa contra las incesantes incursiones de bombardeo de los Aliados sobre Alemania central. Se trataba de diseño de interceptor que apoyado sobre la cola podría despegar y aterrizar verticalmente (capacidad VTOL) pensado para ser usado como defensa local en zonas industriales o áreas importantes sin pistas de aterrizaje. Del Triebflügelaún no se había construido un prototipo y solo había alcanzado las pruebas en el túnel de viento cuando las fuerzas aliadas tomaron las instalaciones de producción.

## Desarrollo
El origen del Focke-Wulf Triebflügel comenzó en 1938 con una solicitud de patente por el ingeniero de Siemens Otto Muck, que propuso una aeronave VTOL (Vertical Take-Off). Intrigado por concepto de Muck, el profesor de aerodinámica Kurt Tank de la Focke-Wulf Flugzeugbau decidió desarrollar la idea de un coleóptero diseñado por el Dr. Heinz von Halem de Focke-Wulf.
Al final de cada ala había estatorreactor Pabst, porque los ramjets no operan a baja velocidad, debía usar cohetes Walter de potencia auxiliar de despegue.

## Diseño
El diseño es particularmente inusual. No tiene alas, y toda la fuerza, ya sea de ascenso o de empuje, era proporcionada por un rotor/hélice que estaba al centro de la nave (aproximadamente a mitad de camino entre la cabina de pilotaje y cola). Cuando el avión estaba sentado en la cola en la posición vertical. los rotores funcionaban de manera similar a un helicóptero. Cuando volaba horizontal funcionaba como una hélice gigante.

### Palas de la hélice
Las tres palas estaban montadas en un anillo de montaje basado en rodamientos, que permite la libre rotación alrededor del fuselaje. Al final de cada pala había un estatorreactor. Para iniciar el movimiento de las alas se necesitaban cohetes auxiliares ya que los estatorreactores no funcionan a velocidades bajas. Con esto aumentaba la velocidad del aire que entraba a los estatorreactores lo suficiente como para que los ramjets trabajaran y los cohetes se apagaran. El ángulo de las palas podía ser variado para cambiar la velocidad y el ascenso producido. No había reacción de par porque el rotor giraba libremente. El combustible para los ramjets se llevaba desde tanques en el fuselaje y se redirigía través de los anillos y el centro de apoyo a lo largo de los rotores hasta las toberas.

### Tren de aterrizaje yempenaje dorsal
Un timón cruciforme en la parte trasera del fuselaje equipado con alerones en movimiento que también han funcionado como combinado timones y los ascensores. La cola habría representado un medio de ayuda al manejo del avión.
Una rueda única surgida al extremo del fuselaje era el tren de aterrizaje. Cuatro pequeñas se colocaron al extremo de cada aleta cruciforme para permitir el traslado del avión en tierra. El tren principal y las 4 ruedas secundarias se cubrían durante el vuelo por motivos aerodinámicos.

### Empuje
Al quitar ángulo a los rotores ascendería como un helicóptero o más precisos, una girodino. Una vez que el avión había alcanzado la altura suficiente se cambiaría el ángulo de propulsión. Esto requería cambiar el ángulo de las palas y por ende, de los propulsores para dar empuje hacia adelante. En consecuencia los cuatro cañones que disparaban hacia adelante en el fuselaje estaban en ángulo hacia abajo en relación con la horizontal de la línea central del fuselaje.

### Armamento
El Triebflügel fue armado con dos cañones MK-103 de 30 mm con 100 proyectiles y dos cañones MG-151 de 20 mm con 250 proyectiles cada uno-todos situados por debajo del piloto orientados levemente en forma oblicua hacia abajo.

## Aterrizaje
Aterrizaba en forma vertical hacia atrás. La potencia debía ser reducida hasta que el tren de aterrizaje descansaba en el suelo. Esto habría sido una peligrosa maniobra, dado que el piloto estaba sentado mirando hacia arriba, con la superficie de aterrizaje hacia atrás sumándole que el rotor estaba detrás, entre la cabina y el suelo, a diferencia de otros desarrollos de la próxima década como el Convair XFY-1 Pogo o el Lockheed XFV-1 Salmon que tenía las hélices delante de la carlinga.

## Cancelación
El Triebflügel era prometedor, pero lamentablemente, el proyecto fue cancelado junto con todos los demás proyectos de diseño del Programa de cazas de Emergencia. Sólo fue probado el Bachem Ba-349 Natter (Vibora) interceptor de defensa puntual pero, nunca llegó a la acción. Un modelo a escala del Triebflügel fue probado en un túnel de viento aerodinámico y alcanzó Mach 0,9.

## Especificaciones
- Envergadura: 11,5 m
- Longitud: 9,15 m
- Velocidad: 1000 km/h
- Tripulación: 1 piloto

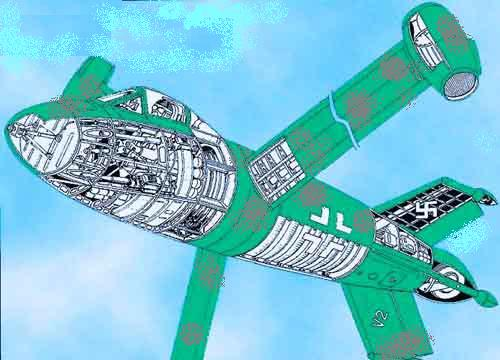
Focke-Wulf Fw Triebflügel.

- Planta motriz: 3x ramjets Pabst, cada una con 900 kg de empuje aumentados por tres cohetes Walter de combustible líquido o dos motores RATO estándar alemán Walter 109-501 con 1500 kg de empuje cada uno
- Diámetro del rotor: 12,6 m
- Peso cargado: 2360 kg
- Velocidad:1000 km/h
- Armamento: 2x MK-103 de 30 mm y 2x MG-151 de 20 mm

### Listas relacionadas
- Anexo:Proyectos y prototipos de aviones de la Luftwaffe durante la Segunda Guerra Mundial